# ابراهیم احمد (بازیکن فوتبال)
ابراهیم احمد (انگلیسی: Ibrahim Ahmad؛ زادهٔ ۲۵ نوامبر ۱۹۶۱) بازیکن فوتبال اهل قطر بود.
وی همچنین در تیم ملی فوتبال قطر بازی کرده‌است.